# Montenegro ai XXIV Giochi olimpici invernali
Il Montenegro ha partecipato ai XXIV Giochi olimpici invernali, che si sono svolti dal 4 al 20 febbraio 2022 a Pechino in Cina.
La squadra del Montenegro era composta da tre atleti (due uomini e una donna) che gareggiavano in due sport, eguagliando le dimensioni della squadra di PyeongChang 2018. Eldar Salihović e Jelena Vujičić sono stati i portabandiera del paese durante la cerimonia di apertura; durante la cerimonia di chiusura la bandiera è stata portata da un volontario.

## Delegazione
Di seguito è riportato l'elenco del numero di concorrenti che hanno partecipato ai Giochi per sport/disciplina.
| Sport        | Uomini | Donne | Totale |
| ------------ | ------ | ----- | ------ |
| Sci alpino   | 1      | 1     | 2      |
| Sci di fondo | 1      | 0     | 1      |
| Totale       | 2      | 1     | 3      |

## Sci alpino
Il Montenegro ha qualificato nello sci alpino un totale di due atleti, un uomo e una donna.
| Atleta          | Gara                     | 1ª manche | 1ª manche | 2ª manche       | 2ª manche       | Totale          | Totale          | Totale          |
| Atleta          | Gara                     | Tempo     | Posizione | Tempo           | Posizione       | Tempo           | Distacco        | Posizione       |
| --------------- | ------------------------ | --------- | --------- | --------------- | --------------- | --------------- | --------------- | --------------- |
| Eldar Salihović | Slalom gigante maschile  | 1'18"84   | 47º       | 1'22"70         | 42º             | 2'41"54         | +32"19          | 41º             |
| Eldar Salihović | Slalom maschile          | 1'09"61   | 50º       | 1'02"21         | 39º             | 2'11"82         | +27"73          | 42º             |
| Jelena Vujičić  | Slalom femminile         | DNF       | DNF       | Non qualificata | Non qualificata | Non qualificata | Non qualificata | Non qualificata |
| Jelena Vujičić  | Slalom gigante femminile | DNF       | DNF       | Non qualificata | Non qualificata | Non qualificata | Non qualificata | Non qualificata |

## Sci di fondo
Soddisfacendo gli standard di qualificazione di base, il Montenegro ha qualificato un solo sciatore di fondo di sesso maschile.
Distanza
| Atleta             | Gara                    | Tempo   | Distacco | Posizione |
| ------------------ | ----------------------- | ------- | -------- | --------- |
| Aleksandar Grbović | 15 km classica maschile | 52'44"9 | +14'50"1 | 93º       |

Sprint
| Atleta             | Gara            | Qualificazione | Qualificazione | Quarti di finale | Quarti di finale | Semifinale      | Semifinale      | Finale          | Finale          |                 |
| Atleta             | Gara            | Tempo          | Posizione      | Tempo            | Posizione        | Tempo           | Posizione       | Tempo           | Posizione       |                 |
| ------------------ | --------------- | -------------- | -------------- | ---------------- | ---------------- | --------------- | --------------- | --------------- | --------------- | --------------- |
| Aleksandar Grbović | Sprint maschile | 3'24"12        | 84º            | Non qualificato  | Non qualificato  | Non qualificato | Non qualificato | Non qualificato | Non qualificato | Non qualificato |